# Селезньовське сільське поселення (Велізький район)
Селезньо́вське сільське́ посе́лення — муніципальне утворення в складі Велізького району Смоленської області, Росія. Адміністративний центр — присілок Селезні.
Населення — 1074 особи (2007).

## Склад
В склад поселення входять такі населені пункти — 19 присілків:
| Населений пункт | Населення, осіб (2007) |
| --------------- | ---------------------- |
| Апонасково      | 11                     |
| Балбаї          | 16                     |
| Бахтеї          | 16                     |
| Бєлоусово       | 41                     |
| Горяни          | 36                     |
| Жигалово        | 1                      |
| Загоскино       | 11                     |
| Ільєменка       | 15                     |
| Наумовка        | 9                      |
| Осиновка        | 1                      |
| Підпояски       | 24                     |
| Поймище         | 14                     |
| Рудня           | 27                     |
| Рудомиї         | 25                     |
| Селезні         | 822                    |
| Сертея          | 27                     |
| Шебино          | 4                      |

Колишні населені пункти — Климово, Кривка.